# Erebia hercyniae
Erebia hercyniae är en fjärilsart som beskrevs av Petry 1919. Erebia hercyniae ingår i släktet Erebia och familjen praktfjärilar. Inga underarter finns listade i Catalogue of Life.